# Konstanty Wiśniowiecki (1564–1641)
Konstanty Wiśniowiecki (ur. 1564, zm. 31 maja 1641) – książę, wojewoda bełski od 1636, ruski od 1638, starosta niegrodowy czerkaski od 1620 i kamionacki od 1633. Bogaty, potężny i wpływowy magnat, doświadczony zarówno w polityce, jak i sztuce wojennej.
Czterokrotnie żonaty:
- w latach 1595–1600/1602 z Anną Zahorowską, z którą miał trójkę dzieci:
  - Janusz – koniuszy wielki koronny i starosta krzemieniecki,
  - Marianna – żona magnata polskiego Jakuba Sobieskiego,
  - Helena – żona kasztelana krakowskiego, starosty Stanisława Warszyckiego, krewnego biskupa płockiego Stanisława Łubieńskiego;
- w latach 1603–1621/1622 z Urszulą Mniszchówną doczekał się również trójki dzieci:
  - Jerzy – starosta kamionacki od 1637,
  - Aleksander – rotmistrz królewski,
  - Teofila – żona kasztelana wojnickiego Piotra Szyszkowskiego;
- w latach 1627–1635 z Katarzyną Korniaktówną, z którą nie miał dzieci;
- w latach 1638/1639–1641 z Krystyną Strusiówną, z którą nie miał dzieci.

Został pochowany w Załoźcach 21 czerwca 1641.